# 马库斯·丹尼尔松
马库斯·安德烈亚斯·丹尼尔松（瑞典語：Marcus Andreas Danielson；1989年4月8日—）是一名瑞典职业足球运动员，司职后卫，效力于瑞典足球超级联赛俱乐部佐加頓斯，代表瑞典国家足球队参加国际比赛。